# Ectoneura annectens
Ectoneura annectens är en kackerlacksart som beskrevs av Morgan Hebard 1943. Ectoneura annectens ingår i släktet Ectoneura och familjen småkackerlackor. Inga underarter finns listade i Catalogue of Life.